# Françoise Bertin
Pour les articles homonymes, voir Bertin.
Françoise Bertin, née le 23 septembre 1925 à Paris 15e et morte le 26 octobre 2014, à Galan, dans les Hautes-Pyrénées, est une actrice française.

## Biographie
Actrice de théâtre réputée, Françoise Bertin a remporté le Molière de la comédienne dans un second rôle en 1993 pour sa prestation dans Temps contre temps. Elle fait également une carrière au cinéma. Elle est notamment une touchante grand-mère dans le film de Claude Berri : Ensemble, c'est tout. Pour ce rôle de Paulette, son metteur en scène déclarait à son sujet dans le dossier de presse du film : « C’est extraordinaire qu’elle ait accepté, sans aucun problème, de se montrer nue. »
Elle joue le rôle de Josiane Laval dans le feuilleton télé à succès de France 3, Plus belle la vie.
Elle est la nièce de la cantatrice Suzanne-Marie Bertin et fut la compagne du comédien et metteur en scène Gérard Lorin.
En février 2012, Françoise Bertin est le personnage principal du 47e épisode de la série Bref, diffusée dans Le Grand Journal de Canal+ où elle interprète « la vieille dame ».
Aux côtés de Michel Sardou dans la pièce Si on recommençait, la comédienne de 89 ans est hospitalisée à la fin du mois de septembre 2014 après seulement deux représentations. Elle meurt le 26 octobre 2014,. Elle est inhumée au cimetière de Galan (Hautes-Pyrénées), commune où sa famille est implantée depuis plusieurs générations.

## Filmographie

### Cinéma

#### Longs métrages
- 1961 : L'Année dernière à Marienbad d'Alain Resnais
- 1962 : Muriel d'Alain Resnais : Simone
- 1963 : Le Journal d'une femme de chambre de Luis Buñuel
- 1965 : La guerre est finie d'Alain Resnais : Carmen
- 1973 : On s'est trompé d'histoire d'amour de Jean-Louis Bertuccelli : Standardiste
- 1973 : Les Guichets du Louvre de Michel Mitrani : La teinturière
- 1975 : Calmos de Bertrand Blier : Une employée du labo
- 1976 : Le Corps de mon ennemi de Henri Verneuil : La femme de René
- 1977 : Diabolo menthe de Diane Kurys : La professeur de français
- 1977 : Les Petits Câlins de Jean-Marie Poiré : Mère d'Antoine
- 1979 : Laisse-moi rêver de Robert Ménégoz
- 1988 : I Want to Go Home d'Alain Resnais : La cliente de la marchande de légumes
- 1990 : La Neige et le Feu de Claude Pinoteau
- 1993 : Loin des barbares de Liria Bégéja
- 1995 : Les Anges gardiens de Jean-Marie Poiré : Madame Albert
- 1997 : On connaît la chanson d'Alain Resnais
- 1997 : Une journée de merde de Miguel Courtois : Madame Pelletier
- 1999 : Peau d'homme cœur de bête d'Hélène Angel : Mademoiselle Espitalier
- 1999 : Les Enfants du marais de Jean Becker
- 1999 : Pas de scandale de Benoît Jacquot
- 1999 : Cours toujours de Dante Desarthe : La mère de Trouillard
- 1999 : La Captive de Chantal Akerman : La grand-mère
- 2000 : Le Battement d'ailes du papillon de Laurent Firode : Grand-mère de Luc
- 2001 : La Vérité sur Charlie (The Truth about Charlie) de Jonathan Demme : Femme dans le train
- 2002 : La Fleur du mal de Claude Chabrol : Thérèse
- 2003 : Le Pharmacien de garde de Jean Veber : Madame Jouvin
- 2003 : Laisse tes mains sur mes hanches de Chantal Lauby : Monique
- 2004 : Tout le plaisir est pour moi d'Isabelle Broué : Josie
- 2005 : Des nouvelles d'Angélique de Mirabelle Kirkland : Angélique
- 2005 : Incontrôlable de Raffy Shart : Mamie
- 2005 : L'Enfer de Danis Tanović : La voisine
- 2006 : Ne le dis à personne de Guillaume Canet : Antoinette Levkowitch
- 2007 : Ensemble, c'est tout de Claude Berri : Paulette, la grand-mère de Franck
- 2007 : 72/50 de Armel de Lorme et Gauthier Fages de Bouteiller
- 2008 : Un conte de Noël d'Arnaud Desplechin : Rosaimée Vuillard
- 2008 : Leur morale... et la nôtre de Florence Quentin : Madame Lamour
- 2009 : Le Petit Nicolas de Laurent Tirard : la vieille dame qui joue à la roulette
- 2010 : Ensemble, c'est trop de Léa Fazer : Henriette, la grand-mère
- 2011 : Les Tribulations d'une caissière de Pierre Rambaldi : la vieille dame à la carte (à la caisse)
- 2012 : Il était une fois, une fois de Christian Merret-Palmair : Magdeleine
- 2013 : Paulette de Jérôme Enrico : Renée
- 2013 : Le Renard jaune de Jean-Pierre Mocky : Dame de la morgue

#### Courts métrages
- 2004 : La Danse éternelle de Hiam Abbass
- 2008 : Afrique ! de Hervé Lavayssière
- 2008 : D'une vie à l'autre d'Alice Mitterrand
- 2012 : Le Locataire de Nadège Loiseau
- 2012 : Bref de Kyan Khojandi et Bruno Muschio :
  - Épisode 47, Bref. Je suis vieille. : la vieille dame
  - Épisode 55, Bref. Je m'appelle Eric Dampierre. : Madame Dubreuil
  - Épisode 70, Bref. J'ai fait une connerie. : Madame Dubreuil

### Télévision
- 1963 : Le Théâtre de la jeunesse : Jean Valjean d'après Les Misérables de Victor Hugo, réalisation Alain Boudet
- 1968 : Don Juan revient de guerre de Marcel Cravenne
- 1974 : Le Pain noir, feuilleton télévisé de Serge Moati
- 1978 : Les Deux Berges de Patrick Antoine
- 1978 : Médecins de nuit de Peter Kassovitz, épisode : Hélène (série)
- 1979 : La Tisane de sarments de Jean-Claude Morin, d'après Joë Bousquet
- 1982 : Joëlle Mazart : madame Boyer (série tv)
- 1988 : Saison d'automne Intrigues (série télévisée) d'Emmanuel Fonlladosa
- 1988 : La Chaîne (du roman de Michel Drucker), feuilleton télévisé de Claude Faraldo : Mémé
- 1988 : Les Enquêtes du commissaire Maigret, série télévisée, de Michel Subiela épisode Le Témoignage de l'enfant de chœur
- 1988 : Les Dossiers secrets de l'inspecteur Lavardin - téléfilm : L'Escargot noir de Claude Chabrol : la mère de Martine
- 1989 : Les Cinq Dernières Minutes : La mort aux truffes, de Maurice Frydland
- 1990 : Mamy blues  de Jean-Michel Dagory, Emmanuel Fonlladosa
- 1990 : Stirn et Stern de Peter Kassovitz - La Comtesse
- 1991 : Cas de divorce de Claude Berda - Hélène Celier (épisode 36)
- 1994 : Maigret : Maigret et l'Écluse numéro 1 d'Olivier Schatzky : Catherine
- 1995 : Carreau d'as de Laurent Carcélès - Marion
- 1995 : Temps contre temps de Stéphane Bertin
- 1996 : Les Alsaciens ou les Deux Mathilde, feuilleton télévisé de Michel Favart
- 1997 : Les Filles du maître de chai de François Luciani
- 1998 : La Poursuite du vent de Nina Companeez
- 1999 : Le Miroir aux alouettes de Francis Fehr
- 2004 : A trois c'est mieux, téléfilm de Laurence Katrian : Mme Renard
- 2004 : Julie Lescaut : (saison 13 épisode 58)
- 2005 : Joséphine, ange gardien (épisode 31 : Noble cause) : Tante Albertine
- 2009 : Plus belle la vie (série télévisée, saison 5) : Josiane Laval
- 2009 : Les Petits Meurtres d'Agatha Christie - (épisode La Plume empoisonnée) : Mademoiselle Émilie Dubreuil
- 2010 : Colère de Jean-Pierre Mocky
- 2011 : À la recherche du temps perdu de Nina Companeez
- 2011 : Chez Maupassant - En famille de Denis Malleval
- 2012 : Bref de Kyan Khojandi et Bruno Muschio
  - épisode 47, Bref, je suis vieille
  - épisode 55, Bref, je m'appelle Éric Dampierre
  - épisode 70, Bref, j'ai fait une connerie
- 2012 : R.I.S Police scientifique (1 épisode)
- 2012 : Divorce et Fiançailles d'Olivier Péray
- 2014 : En famille : Tata Andrée

## Théâtre
- 1949 : Mesure pour mesure de William Shakespeare, mise en scène Jean Dasté, Comédie de Saint-Étienne
- 1951 : Les Fausses Confidences de Marivaux, Comédie de Saint-Étienne
- 1955 : À chacun sa vérité de Luigi Pirandello, mise en scène René Lesage, Théâtre Hébertot
- 1955 : Le Malade imaginaire de Molière, mise en scène René Lesage, Comédie de Saint-Étienne
- 1956 : Le Bal des voleurs de Jean Anouilh, mise en scène Gérard Guillaumat, Comédie de Saint-Étienne, Théâtre des Célestins
- 1957 : Le Cercle de craie caucasien de Bertolt Brecht, mise en scène Jean Dasté, Comédie de Saint-Étienne
- 1958 : Le Chinois de Pierre Barillet et Jean-Pierre Grédy, mise en scène Georges Vitaly, Théâtre La Bruyère
- 1959 : Edmée de Pierre-Aristide Bréal, mise en scène Georges Vitaly, Théâtre La Bruyère
- 1959 : La Punaise de Vladimir Maïakovski, mise en scène André Barsacq, Théâtre de l'Atelier
- 1960 : Les Coréens de Michel Vinaver, mise en scène Gabriel Monnet, Aix-en-Provence
- 1960 : Biedermann et les incendiaires de Max Frisch, mise en scène Jean-Marie Serreau, Théâtre de Lutèce
- 1961 : Arlequin valet de deux maîtres de Carlo Goldoni, mise en scène Edmond Tamiz, Théâtre Récamier
- 1962 : L'avenir est dans les œufs ou il faut de tout pour faire un monde d'Eugène Ionesco, mise en scène Jean-Marie Serreau, Théâtre de la Gaîté-Montparnasse
- 1962 : Biedermann et les incendiaires de Max Frisch, mise en scène Jean-Marie Serreau, Théâtre Récamier
- 1962 : George Dandin de Molière, mise en scène Daniel Leveugle, Théâtre de l'Alliance française
- 1963 : Lumières de bohème de Ramón María del Valle-Inclán, mise en scène Georges Wilson, TNP Théâtre de Chaillot
- 1963 : Les Femmes savantes de Molière, mise en scène Gilles Léger, Théâtre de l'Ambigu
- 1964 : Les Physiciens de Friedrich Dürrenmatt, mise en scène Hubert Gignoux, Centre dramatique de l'Est
- 1964 : Les Mouches de Jean-Paul Sartre, mise en scène Jean Deschamps, Théâtre antique d'Arles
- 1964 : L'Alouette de Jean Anouilh, mise en scène Jean Anouilh et Roland Piétri, Festival de la Cité Carcassonne, Théâtre antique d'Arles
- 1964 : Le Cid de Corneille, mise en scène Daniel Leveugle, Festival de la Cité Carcassonne, Théâtre antique d'Arles
- 1964 : Capitaine Fracasse de Théophile Gautier, mise en scène Jean Deschamps, Festival de la Cité Carcassonne, Théâtre antique d'Arles
- 1965 : Danton ou la Mort de la République de Romain Rolland, mise en scène Jean Deschamps, Festival du Marais Hôtel de Béthune-Sully
- 1965 : Andorra de Max Frish, mise en scène Gabriel Garran, Théâtre de la Commune, Théâtre Antoine
- 1966 : Le Procès d'Emile Henry d'Antoine Vitez, mise en scène de l'auteur, Théâtre-Maison de la culture de Caen
- 1967 : Cœur à cuire de Jacques Audiberti, mise en scène Gabriel Monnet, Théâtre de l'Atelier
- 1968 : Roméo et Juliette de William Shakespeare, mise en scène Michael Cacoyannis, TNP Théâtre de Chaillot
- 1968 : Le Diable et le Bon Dieu de Jean-Paul Sartre, mise en scène Georges Wilson, TNP Théâtre de Chaillot
- 1970 : Opérette de Witold Gombrowicz, mise en scène Jacques Rosner, TNP Théâtre de Chaillot
- 1970 : Le Diable et le Bon Dieu de Jean-Paul Sartre, mise en scène Georges Wilson, TNP Festival d'Avignon
- 1970 : Jarry sur la butte d'après les œuvres complètes d'Alfred Jarry, mise en scène Jean-Louis Barrault, Elysée-Montmartre
- 1971 : Turandot ou le congrès des blanchisseurs de Bertolt Brecht, mise en scène Georges Wilson, TNP Théâtre de Chaillot
- 1971 : La Cagnotte d'Eugène Labiche, mise en scène Jean-Pierre Vincent, Théâtre national de Strasbourg
- 1972 : L'Annonce faite à Marie de Paul Claudel, mise en scène Hubert Gignoux, Festival de la Cité Carcassonne
- 1974 : L'Odyssée pour une tasse de thé de Jean-Michel Ribes, mise en scène de l'auteur, Théâtre de la Ville
- 1975 : Souvenir d'Alsace de Bruno Bayen et Yves Reynaud, mise en scène des auteurs, Festival d'Avignon
- 1976 : Œdipe roi de Sophocle, mise en scène Gabriel Monnet, Maison de la Culture de Grenoble
- 1979 : Cyrano de Bergerac d'Edmond Rostand, mise en scène Raoul Billeret, Treteaux de France
- 1981 : À chacun sa vérité de Luigi Pirandello, mise en scène Jean Favarel, Grenier de Toulouse
- 1982 : Le Nouvel Appartement de Carlo Goldoni, mise en scène Jean Favarel, Grenier de Toulouse
- 1984 : Le Marionnettiste de Lodz de Gilles Segal, mise en scène Jean-Paul Roussillon, Théâtre de la Commune
- 1988 : La Traversée de l'empire de Fernando Arrabal, mise en scène de l'auteur, Théâtre national de la Colline
- 1993 : Temps contre temps de Ronald Harwood, mise en scène Laurent Terzieff, Théâtre La Bruyère
- 1994 : Temps contre temps de Ronald Harwood, mise en scène Laurent Terzieff, Théâtre des Célestins
- 1996 : Comme tu me veux de Luigi Pirandello, mise en scène Claudia Stavisky, La Coursive, Théâtre de Gennevilliers, Festival de Bellac
- 2003 : Les Braises de Sándor Márai, mise en scène Didier Long, Théâtre de l'Atelier
- 2014 : Votre maman de Jean-Claude Grumberg, mise en scène Vincent Ecrepont, Théâtre du Beauvaisis, Festival d'Avignon off
- 2014 : Si on recommençait d'Éric-Emmanuel Schmitt, mise en scène Steve Suissa, Comédie des Champs-Élysées (Françoise Bertin est hospitalisée après la 2e représentation, elle est remplacée par Anna Gaylor)

## Distinctions
- 1993 Molière de la comédienne dans un second rôle